# 朝倉景恒
朝倉 景恒（あさくら かげつね）は、戦国時代の武将。朝倉氏の家臣。

## 生涯
朝倉景紀の次男。僧籍にあり松林院鷹瑳と名乗っていたが、永禄7年（1564年）に兄・景垙が陣中での口論の末自害した後に、還俗して敦賀郡司を務める。
永禄9年（1566年）9月、足利義秋（足利義昭）が越前国に入るとこれを敦賀に迎え、翌年11月まで歓待した。この時、義秋から中務大輔に任ぜられた。義昭が一乗谷に移ると、父と共に朝倉景鏡と席次を争う。永禄11年（1568年）7月、足利義昭が朝倉義景を見限り、織田信長を頼りに岐阜に向かう際、景恒は前波景当と共に2000の兵を率いて近江国まで義昭を警護した。
その翌月、義景の命により若狭国に侵攻、小浜まで進み武田氏の跡継である武田元明を捕縛し一乗谷へ連行した。
元亀元年（1570年）4月の織田信長の越前侵攻の際、越前金ヶ崎城に篭城するも4月26日に織田軍の猛攻を受け、兵力差もあったことから信長の降伏勧告を受け入れ開城する（金ヶ崎の戦い）。そのため他の一門衆から「不甲斐無し」と非難され、永平寺に遁世し、失意の中、9月28日に死去した。

## 登場作品
- 信長 KING OF ZIPANGU（1992年、演：伊藤昌一）